# Trí Thông
Trí Thông (zh: 智通 Zhìtōng; ? ~ 1124), còn có hiệu là Không Thất Đạo nhân, là Thiền sư ni Trung Quốc đời Tống. Sư là vị nữ tu ngộ đạo nổi tiếng trong lịch sử Thiền tông Trung Quốc và là đệ tử của Thiền sư Tử Tâm Ngộ Tâm.

## Tiểu sử

### Niên thiếu
Sư vốn là con gái của vị quan tên Phạm Công Tuân. Thủa nhỏ, sư rất thông minh, đến khi sư lớn cha mẹ gả sư cho hiền tôn của Thừa Tướng Tô Tụng. Sau một thời gian làm dâu, cô chán cảnh vinh hoa phú quý vô thường nên trở về nhà xin phép cha mẹ cho mình được xuất gia nhưng không được đồng ý. Vì vậy, cô chuyên tâm tu tập tại gia.

### Tu tập
Một hôm, sư đọc quyển Pháp Giới Quan và có chổ tỏ ngộ và làm 2 bài thơ để nói lên sở đắc của mình (Thích Thanh Từ dịch):
Bài thứ nhất:
Phiên âm
Mạo hạo trần trung thể nhất như
Tung hoành giao hổ ấn Tỳ Lư
Toàn ba thị thủy, ba phi thủy
Toàn thủy thành ba, thủy tự thù.  
Dịch nghĩa
Bát ngát bụi hồng thể nhất như
Dọc ngang xen lẫn ấn Tỳ Lư
Sóng cùng là nước, sóng chẳng nước
Nước tột sóng thành, nước khác xa.
Bài thứ hai:
Phiên âm
Vật ngã nguyên vô dị
Sum la cảnh tượng đồng
Minh minh siêu chủ bạn
Liễu liễu triệt Chơn không
Nhất thể hàm đa pháp
Giao tham đế võng trung
Trùng trùng vô tận xứ
Động tĩnh tấc viên thông.
Dịch nghĩa
Vật ngã vốn không khác
Sum la cảnh tượng đồng
Làu làu siêu chủ bạn
Vằng vặc suốt Chơn Không
Một thể gồm nhiều pháp
Xen lẩn lưới đế châu
Lớp lớp không ngằn mé
Động tĩnh thảy viên thông.
Sau này, cha mẹ sư đều qua đời. Sư đến ở cùng với người anh ruột làm chức Thái úy ở Phần Ninh. Ở gần đó có thiền hội của Thiền sư Tử Tâm Ngộ Tân khá hưng thịnh, sư nghe danh liền đến yết kiến. Thiền sư Tử Tâm biết sư có sở ngộ nên hỏi: "Bồ Tát Thường Đề bán tim gan, dạy ai học Bát Nhã?". Sư đáp: "Nếu ngài vô tâm thì con cũng thôi".  Ngài hỏi: "Một  trận mưa mà cây cỏ thấm nhuần có khác. Trên đất không có âm dương thì vật gì sinh? ". Sư đáp: " Một hoa năm cánh", ngài lại hỏi: "Trong 12 giờ, nhằm chỗ nào an thân lập mệnh?" Sư đáp: "Hòa Thượng tiếc lấy lông mày". Thiền sư Tử Tâm đánh rồi hét lớn: "Cô đàn bà này làm rối trật tự", sư lễ bái. Thiền sư Tử Tâm chấp nhận sở ngộ của sư và ấn khả, ban cho sư hiệu là Không Thất Đạo Nhân. Từ đó danh tiếng sư vang xa, mọi người đều biết đến đạo hạnh của sư.

### Hoằng pháp
Sau khi đắc pháp, sư cạo tóc, xuất gia và có hiệu là Duy Cửu. Sư đến trụ trì và xiển dương Phật Pháp tại chùa Tây Trúc ở vùng Cô Tô. Sử sách còn ghi lại câu chuyện nói lên phong cách siêu xuất, vượt lên sự đối đãi, phân biệt thường tình của sư: 
Sư xây một ngôi nhà tắm miễn phí cho mọi người ở Bảo Ninh. Trước cửa sư treo bảng viết: "Một vật cũng không, còn tắm cái gì? Mây trần nếu có, khởi lên từ đâu? Nói lấy một câu siêu thoát, mới có thể vào tắm trong nhà này. Chỉ hiểu được Cố Linh, khi kỳ lưng. Bậc khai sỹ đâu từng minh tâm. Muốn chứng ly cẩu địa toàn thân phải toát mồ hôi. Như nói: "Nước hay rửa nhơ, đâu biết nước cũng là bụi". Liền đó, nước và nhơ đều dẹp. Đến đây cũng là rửa nốt".
Niên hiệu Tuyên Hòa năm thứ 6 (1124), sư gọi chúng đệ tử lại dặn dò, viết kệ rồi an nhiên tọa Thiền thị tịch. Sư có tác phẩm là Minh Tâm Lục vẫn còn lưu hành ở đời.